# Clube Esportivo Operário Várzea-Grandense
|  | No s'ha de confondre amb Operário Futebol Clube (MT) o Operário Futebol Clube (MS). |

El Clube Esportivo Operário Várzea-Grandense, també conegut com CEOV, Operário Várzea-Grandense, Operário-VG o simplement Operário, és un club de futbol brasiler de la ciutat de Várzea Grande a l'estat de Mato Grosso.

## Història
El club nasqué l'1 de maig de 1949. Fou campió del campionat matogrossense per primer cop l'any 1964. El CEOV fou el darrer club de Mato Grosso que jugà al Campionat Brasiler Sèrie A (1986) abans del Cuiabá el 2021. També disputà el Campionat Brasiler Sèrie B i Sèrie C durant els anys noranta. A causa de problemes financers, l'Operário Várzea-Grandense es va retirar del futbol professional el 1996. En el seu lloc es fundà un nou club anomenat Esporte Clube Operário.
El CEOV tornà a la vida el 2002, després de la desaparició de EC Operário. El CEOV tornà a guanyar el campionat estatal l'any 2002, però els deutes tornaren i desaparegué de nou. El seu lloc fou ocupat pe un nou club anomenat Operário Futebol Clube Ltda..
L'any 2009 tornà a l'activitat novament, jugant a la segona divisió estatal. Es proposà la fusió amb el club Operário FC però no es materialitzà.

## Palmarès
- Campionat matogrossense:
  - 1964, 1967, 1968, 1972, 1973, 1983, 1985, 1986, 1987, 1994, 1995, 2002

- Copa Federação Matogrossense de Futebol:
  - 2024

## Estadi
L'Operário disputa els seus partits a l'estadi Verdão. L'estadi té una capacitat per a 40.000 espectadors.